# Cai
För andra betydelser, se Cai (olika betydelser).
Cai är ett namn som används både som för- och efternamn. Som förnamn används det av både man och kvinnor och kan betraktas som en stavningsvariant av de bland män betydligt vanligare skandinaviska namnen Kaj och Kai. Bokstaven C uttalas här som K. Detta gäller också för det vietnamesiska språket.
Som efternamn är Cai kinesiskt och skrivs traditionellt 蔡, förenklat 蔡, pinyin Cài. Bokstaven C i pinyin-transkriptionen uttalas som TS. I äldre text och utanför Folkrepubliken Kina kan detta namn också skrivas Tsai.
Den 31 december 2014 var följande antal personer bosatta i Sverige:
- 29 kvinnor med förnamnet Cai
- 164 män med förnamnet Cai
- 137 personer med efternamnet skrivet Cai
- 55 personer med efternamnet skrivet Tsai

Totalt med efternamnet Cai eller Tsai blir detta 192 personer.

## Personer med förnamnet Cai

### Män
- Cai Poulsen (1920–1997), dansk-svensk konstnär och grafiker
- Cai Melin (född 1925), svensk diplomat och översättare
- Cai Hegermann-Lindencrone (1807–1893), dansk militär

### Kvinnor
- Cai Lindahl-Sonesson (1933–1996), svensk textilkonstnär

## Personer med efternamnet Cai eller Tsai
Personer utan angiven nationalitet är från Kina

### Män
- Cai E (1882–1916), krigsherre och politiker
- Cai Lun (omkring 50–121), eunuck och minister
- Cai Yuanpei (1868–1940), pedagog, politiker, universitetsrektor
- Cai Yun (född 1980), badmintonspelare

- Tsai Chih-chung (född 1948), taiwanesisk serieskapare och animatör
- Tsai Ming-Hung (född 1966), taiwanesisk basebollspelare
- Tsai Ming-liang (född 1957), taiwanesisk regissör

### Kvinnor
- Cai Tongtong (född 1990), gymnast
- Weiyan Cai (född 1973), stavhoppare

- Tsai Ing-wen (född 1956), taiwanesisk advokat och politiker